# Zamir Valoyes
Zamir Valoyes (Quibdó, Chocó, Colombia, 16 de marzo de 1986) es un futbolista colombiano nacionalizado venezolano. Juega como delantero y su equipo actual es el Metropolitanos FC de la Primera División de Venezuela. Tiene 39 años.

## Trayectoria

### Inicios
Comenzó su carrera en el Deportivo Cali, de donde pasó a préstamo al Monagas SC en la temporada 2005-06 y un año después fue traspasado a préstamo al Deportivo Anzoátegui SC.  Desde esa temporada ha conseguido 45 goles con la camiseta auriroja, siendo el primer goleador en la historia del club, seguido por Jhonny Carneiro con 29 goles.
Es un gran jugador a pesar de que aún no ha sido convocado para la Selección de fútbol de Colombia también puede ser convocado por la Selección de fútbol de Venezuela porque ya se nacionalizó venezolano.

### Caracas FC
En el año 2008 Noel Sanvicente se interesa en el para hacerse de sus servicios en el Caracas FC. Y es en ese mismo año que Zamir se marcha del Deportivo Anzoátegui SC al Caracas. 
Una vez terminada la temporada 2009/10 del fútbol venezolano, Valoyes regresa al club que posee derechos deportivos, el Deportivo Cali de la Categoría Primera A colombiana.

### Deportivo Pasto
De ahí es cedido en préstamo al Deportivo Pasto de la Primera B.

### ACD Lara
En el 2011 vuelve al Deportivo Cali, donde sale seis meses después de nuevo a Venezuela para jugar con el ACD Lara.

### Mineros de Guayana
En 2014 viajó a México para reportarse como "nuevo refuerzo" del Querétaro mexicano, anunciado por su dueño, Amado Yáñez por Twitter. Sin embargo, tras varias negociaciones y tomando en cuenta que tiene contrato vigente con Mineros de Guayana -equipo donde logró consagrarse campeón del Torneo Apertura 2013.

### Junior de Barranquilla
El 23 de junio de 2015 fue oficializado como nuevo jugador del Junior de Barranquilla de la Categoría Primera A colombiana para afrontar los tres campeonatos que le corresponden a su equipo, la Copa Sudamericana, Liga Águila II y la Copa Colombia 2015.

### Deportes Tolima
El 14 de enero de 2016, el Deportes Tolima lo confirma como nuevo delantero para la temporada del 2016. Debuta el 7 de febrero en la dura caída 5 a 1 en casa del Deportivo Cali. El 13 de febrero marca su primer gol en la derrota 2-1 contra Fortaleza FC. El 28 de abril marca el gol en la derrota 1-2 como locales contra el Independiente Medellín. El 1 de mayo vuelve a marcar de nuevo perdiendo 2-1 en casa de Patriotas Boyacá.

### Deportivo La Guaira
El 3 de junio de 2016 sería presentado como nuevo jugador del Deportivo La Guaira de la Primera División de Venezuela. Debuta con gol el 2 de julio en el empate como visitantes a dos goles contra Mineros de Guayana. Marca su primer doblete el 16 de octubre en la goleada 4 a o como visitantes frente a Estudiantes de Caracas.

Vuelve a marcar dos goles el 28 de enero de 2017 en la goleada 4 por 1 sobre Atlético Socopó. El 12 de febrero marca el único gol de la victoria por la mínima frente a Estudiantes de Mérida.

### Real Garcilaso
En enero de 2018 es presentado como nuevo jugador del Real Atlético Garcilaso de la Primera División de Perú. Debuta el 9 de febrero en la goleada 5 por 1 sobre el Deportivo Municipal jugando los primeros 45 minutos.
Luego de no tener una gran temporada con el club incaico, emigró a Venezuela para jugar por Metropolitanos FC, club con el que terminó descendiendo a final de temporada.

## Clubes
| Club                 | País                | Año                 | Partidos | Goles |
| -------------------- | ------------------- | ------------------- | -------- | ----- |
| Monagas SC           | Venezuela           | 2005                | 15       | 6     |
| Deportivo Anzoátegui | Venezuela           | 2005-2008           | 76       | 43    |
| Caracas FC           | Venezuela           | 2008-2010           | 70       | 14    |
| Deportivo Pasto      | Colombia            | 2010                | 15       | 3     |
| Deportivo Cali       | Colombia            | 2011                | 9        | 1     |
| ACD Lara             | Venezuela           | 2011-2013           | 68       | 26    |
| Mineros de Guayana   | Venezuela           | 2013-2015           | 66       | 33    |
| Junior               | Colombia            | 2015                | 8        | 0     |
| Deportes Tolima      | Colombia            | 2016                | 13       | 3     |
| Deportivo La Guaira  | Venezuela           | 2016-2017           | 60       | 18    |
| Real Garcilaso       | Perú                | 2018                | 3        | 0     |
| Metropolitanos FC    | Venezuela           | 2018                | 5        | 2     |
| Total en su carrera  | Total en su carrera | Total en su carrera | 408      | 149   |

## Palmarés

### Campeonatos nacionales
| Título           | Club               | País      | Año     |
| ---------------- | ------------------ | --------- | ------- |
| Primera División | Caracas FC         | Venezuela | 2008/09 |
| Torneo Apertura  | Caracas FC         | Venezuela | 2009    |
| Primera División | ACD Lara           | Venezuela | 2010/11 |
| Torneo Apertura  | Mineros de Guayana | Venezuela | 2013    |
| Copa Colombia    | Junior             | Colombia  | 2015    |

### Distinciones individuales
| Distinción                                               | Año         |
| -------------------------------------------------------- | ----------- |
| Máximo goleador del Deportivo Anzoátegui con 45 goles.   | 2004 - 2007 |
| Goleador de la Segunda division venezolana con 22 goles. | 2006-07     |